# Mecas cinerea
Mecas cinerea är en skalbaggsart som först beskrevs av Newman 1840.  Mecas cinerea ingår i släktet Mecas och familjen långhorningar. Inga underarter finns listade i Catalogue of Life.